# Vicente Rama
Vicente „Nyor Inting“ Rama (* 6. Juni 1887 in Cebu, Provinz Cebu; † 24. Dezember 1956 ebenda) war ein philippinischer Schriftsteller und Politiker der Nacionalista Party (NP), der unter anderem von 1922 bis 1928 sowie von 1934 bis 1935 Mitglied der Philippinischen Legislative und zwischen 1935 und 1938 Mitglied des Commonwealth-Kongresses. Anschließend war er zwischen 1938 und 1941 Bürgermeister von Cebu City sowie von 1941 bis 1949 Mitglied des Senats.

## Leben

### Rechtsanwalt und Abgeordneter
Rama war das außereheliche Kind von Engelberta Rama aus Naga und Gabriel Raffiñan, der aus einer angesehenen Familie aus Cebu stammte. Nach Abschluss der Grund- und Sekundärschulbildung absolvierte er von 1904 bis 1908 ein grundständiges Studium am Colegio de San Carlos. Danach begann er 1908 ein Studium der Rechtswissenschaften an der Escuela de Derecho de Manila, das er 1910 mit einem Bachelor of Laws (LL.B.) beendete. Im Anschluss nahm er nach seiner anwaltlichen Zulassung eine Tätigkeit als Rechtsanwalt auf. Daneben arbeitete er als Journalist bei der Tageszeitung El Precursor sowie als Herausgeber von Kauswagan, ehe er 1915 Gründer und Herausgeber der Tageszeitung Nueva Fuerza wurde, die bis 1941 erschien.
Rama begann seine politische Laufbahn, als er 1915 Mitglied des Gemeinderates von Cebu wurde. Bei den Wahlen vom 6. Juni 1922 wurde er erstmals zum Mitglied der Philippinischen Legislative gewählt wurde und in dieser nach seiner Wiederwahl am 2. Juni 1925 bis zu den Wahlen am 5. Juni 1928 den Wahlbezirk Cebu 3rd District vertrat. Bei den Wahlen vom 5. Juni 1934 wurde er wieder zum Mitglied der Legislative gewählt und vertrat bis zum 15. September 1935 in der 10. Legislaturperiode abermals den Wahlbezirk Cebu 3rd District. Nach der Einführung eines Einkammersystems im 1935 gegründeten Commonwealth der Philippinen wurde er am 15. September 1935 als Kandidat der Nacionalista Party (NP) zum Mitglied des Commonwealth-Kongresses (National Assembly) gewählt und vertrat in diesem vom 25. November 1935 bis zum 15. August 1938 auch dort den Wahlbezirk Cebu 4th District. Während dieser wurde aufgrund seiner Initiative am 20. Oktober 1936 das Gesetz Nr. 58 (Act No. 58) verabschiedet, woraufhin der Stadtgemeinde Cebu die Stadtrechte (Chartered City) verliehen und somit in Cebu City umbenannt wurde.

### Bürgermeister von Cebu City und Senator
Nach seinem Ausscheiden aus der Nationalversammlung wurde Rama Bürgermeister von Cebu City und legte als solcher am 26. November 1938 vor Präsident Manuel Quezon im Malacañang-Palast seinen Amtseid ab. 
Nachdem 1941 die Wiedereinführung eines Zweikammersystems beschlossen wurde, wurde Rama bei den Senatswahlen am 11. November 1941 als Kandidat der Nacionalista Party zum Mitglied des Senats gewählt. Dieser trat jedoch nach dem Beginn der Besetzung der Philippinen durch das Japanische Kaiserreich bei der Schlacht um die Philippinen nach dem 8. Dezember 1941 nicht mehr zusammen. Die erste Senatssitzung fand erst nach der Rückeroberung der Philippinen am 5. Juli 1945 statt. An dieser ersten Sitzung nahmen neben ihm nur noch 14 weitere der 24 Senatsmitglieder teil, da die übrigen Mitglieder entweder verstorben (Daniel Maramba und José Ozámiz) oder wegen Kollaboration mit der japanischen Besatzungsmacht angeklagt waren (Vicente Madrigal, Quintín B. Paredes, Claro M. Recto, Eulogio A. Rodriguez, Sr., Prospero E. Sebastian, Emiliano Tria Tirona und José Yulo). Dem Senat gehörte er somit vom 1. Januar 1942 bis zum 31. Dezember 1947 an, nachdem seine Mitgliedschaft zusammen mit sieben weiteren Senatoren per Losentscheid verlängert wurde.

### Schriftsteller, Familie und Ehrungen
Nach seinem Ausscheiden aus dem Senat zog sich Rama aus dem politischen Leben zurück und widmete sich der Schriftstellerei. Er verfasste unter anderem die beiden Romane Donya Marcosa (1947) und Ang Silot ni Bathala (1948).
Aus seiner Ehe mit Catalina Aquilana Genson gingen 13 Kinder hervor, darunter Osmundo Rama, der von 1969 bis 1976 sowie erneut zwischen 1986 und 1988 Gouverneur der Provinz Cebu war, und Napoleon Rama, der 1972 Delegierter des Verfassungskonvents (Constitutional Convention) sowie Herausgeber des Manila Bulletin war. Seine Tochter Lourdes Rama machte sich als Herausgeberin um die Verbreitung der philippinischen Literatur, insbesondere in Cebuano, verdient. Einer seiner Enkel, Eduardo L. Rama, Sr., war zwischen 1988 und 1995 Gouverneur der Provinz Agusan del Norte und vertrat danach von 1995 bis 1998 den Wahlbezirk Agusan del Norte 2nd District als Mitglied im Repräsentantenhaus. Ein weiterer Enkel Mike Rama ist seit 2010 Bürgermeister von Cebu City.
Vicente Rama zu Ehren wurde 2004 die bisherige Don Carlos A. Gothong Memorial National High School in Don Vicente Rama Memorial National High School in Cebu City umbenannt. Des Weiteren trägt die Don Vicente Rama Memorial Elementary School und die Vicente Rama Street in Cebu City seinen Namen.

## Veröffentlichungen
- Larawan: mga sugilanon ng dinalidali, 1921[5]
- Ang Tinagoan, 1934
- Donya Marcosa, 1947
- Ang Silot ni Bathala, 1948

## Hintergrundliteratur
- Rudy Villanueva: Vicente Rama Reader: An Introduction for Modern Readers, Ateneo de Manila University Press, 2003, ISBN 971-550-441-8[6]